# クロモアガーサルモネラ培地
クロモアガーサルモネラ培地（クロモアガーサルモネラばいち、CHROMagerTM Salmonellar）とは、サルモネラSalmonella属を糞便検体から分離するのに優れた分離培地である。
この培地には酵素基質が含まれており、酵素反応によりコロニーが発色するため鑑別が容易にできるという特徴を持つ。

## 培地の組成
| 物質                     | 量     |
| 寒天                     | 15.0g  |
| ペプトン酵母エキス混合物 | 7.0g   |
| 酵素基質・選択剤混合物   | 12.9g  |
| 水                       | 1000ml |
| ------------------------ | ------ |

PH=7.6になるように調整する。
1. 本品を34.9g/Lの割合で粉末を精製水にて懸濁・攪拌する。
2. 100℃まで加温して沸騰させ寒天を完全融解する。
3. 約50℃まで冷却してシャーレに分注した後寒天面を乾燥させる。
4. 作成後の培地は、冷暗所又は室温で数日使用することが出来る。

## 特徴
- 培養後のコロニーがSalmonella属とそれ以外の菌とで異なった発色をするため、Salmonella属の選別が行いやすい。
- 糖分解にて反応を見ていないためSalmonella TyphiやSalmonerlla Paratyphiの様な乳糖分解菌の鑑別も容易である。[2]

## 培養の方法
- 培地は、平板培地を用いる。
- 培地は使用する前に、無菌試験等を行ない問題の無い物を用いる。
- 検体を採取後できるだけ速やかに培地に画線塗末する。
- 平板培地を好気条件下において、35-37℃で24時間培養する。(Salmonella TyphiやSalmonerlla Paratyphiの場合は、24-48時間培養)[2]
- 最終判定は、この培地の培養結果のみによらず、生化学的試験や免疫学的試験により同定を行う。[2]

## 主な菌の発育の性状
| 菌名                 | 性状 |
| Escherichia coliなど | 青色 |
| Puroteusなど         | 無色 |
| Salmonella属         | 藤色 |
| -------------------- | ---- |

## CHROMagerTMSalmonella培地の改良品
- Pseudomonas属やAeromonas属の汚染の激しい検体を用いる時はCHROMagerTMSalmonella培地にセフスロジンを5%添加した、セフスロジン加クロモアガーサルモネラも有用である。[2]

## その他
- 本製品は、日本国内では数社が輸入販売を行っており粉末・生培地とも販売が行われている。